# Albatros W.3
L'Albatros W.3 era un idrosilurante bimotore biplano sviluppato dalla allora azienda tedesco imperiale Albatros Flugzeugwerke GmbH negli anni dieci del XX secolo e rimasto allo stadio di prototipo.
Largamente basato sul bombardiere L 11, designazione Idflieg G.II, pur dimostrando durante le prove di valutazione prestazioni considerate soddisfacenti non venne avviato alla costruzione in serie preferendogli il successivo W.5.

## Storia del progetto
All'inizio della prima guerra mondiale la Kaiserliche Marine, la marina militare dell'Impero tedesco, decise di valutare la possibilità di impiegare velivoli per ingaggiare unità navali nemiche equipaggiandoli con siluri.
Dopo aver realizzato, all'inizio del 1916, il G.II, un bombardiere bimotore in configurazione spingente basato a terra destinato alla Luftstreitkräfte, la componente aerea del Deutsches Heer, ma che proposto alla commissione esaminatrice non venne considerato idoneo al servizio, l'Albatros decise di svilupparne una variante da proporre alla Marina imperiale apportando alcune modifiche atte a renderlo utilizzabile dalla superficie acquatica. Il progetto era identificato con la sigla VT da Versuchs-Torpedoflugzeug, velivolo silurante sperimentale.
L'azienda intervenne principalmente sulla struttura inferiore, eliminando il carrello d'atterraggio e sostituendolo con una coppia di grandi galleggianti, e sulla velatura: questa consisteva di due piani alari collegati tra loro da una doppia coppia di convenzionali montanti interalari, preferiti a quelli "ad X" del precedente modello.
Il prototipo del W.3 venne portato in volo per la prima volta nei primi mesi del 1916 quindi, identificato dalla marina imperiale con il codice a tre cifre 527, inviato a Warnemünde nel luglio successivo per essere sottoposto a test da parte del personale dell'aviazione navale. Il modello dimostrò di possedere delle prestazioni considerate soddisfacenti, tuttavia l'azienda aveva già iniziato lo sviluppo di un suo derivato che prometteva prestazioni ancora migliori e il W.3 rimase l'unico esemplare costruito.

## Tecnica
L'Albatros W.3 era un modello di grandi dimensioni che, pur mantenendo l'aspetto generale del suo predecessore L 11/G.II e caratterizzato dalla configurazione alare biplana e dalla collocazione dei motori in configurazione spingente, rinunciava alcune particolarità tecniche introdotte nel precedente modello.
La fusoliera appare dalle poche fotografie a sezione rettangolare ed integrava i due abitacoli aperti in tandem, l'anteriore che accoglieva due posti affiancati, e che terminava in un impennaggio classico monoderiva dotato di un solo elemento orizzontale.
La configurazione alare era biplana, con i due piani alari collegati tra loro da una doppia coppia, due per lato, di montanti interalari. L'ala inferiore era tagliata sul bordo d'uscita in corrispondenza dell'intersezione del moto delle eliche dei motori.
Il galleggiamento era assicurato da una coppia di grandi scarponi collegati alla parte inferiore della fusoliera tramite un'intelaiatura tubolare.
La propulsione era affidata ad una coppia di motori Benz Bz.III, un 6 cilindri in linea raffreddato a liquido capace di erogare una potenza pari a 150 PS (110 kW), posizionati in configurazione spingente in altrettante gondole collocate sopra l'ala inferiore, collegate all'ala inferiore e alla fusoliera tramite una serie di montanti. I motori erano abbinati ad un'elica bipala in legno a passo fisso di grandi dimensioni.

## Utilizzatori
Germania
- Kaiserliche Marine

utilizzato solo per prove di volo.